# Ferrocarril del Brocken
El Ferrocarril del Brocken (en alemany: Brockenbahn) és un dels tres ferrocarrils turístics de via mètrica que juntament amb el Ferrocarril del Harz i el Ferrocarril de la Vall del Selke conformen la xarxa Ferrocarrils de via estreta del Harz a les muntanyes del Harz, en l'estat de Saxònia-Anhalt de la República d'Alemanya.
Discorre des de l'estació de Drei Annen Hohne (51° 46′ 13″ N, 10° 43′ 37″ E / 51.7704°N,10.7269°E) a 542 m (1,778 ft), on s'ajunta amb el Ferrocarril del Harz, via Schierke i la vall del riu Bode fins a la cima del Brocken (51° 47′ 59″ N, 10° 37′ 04″ E / 51.7997°N,10.6179°E), la muntanya més alta del Harz a 1,141 m (3,743 ft) i part del Parc Nacional del Harz.

## Ruta

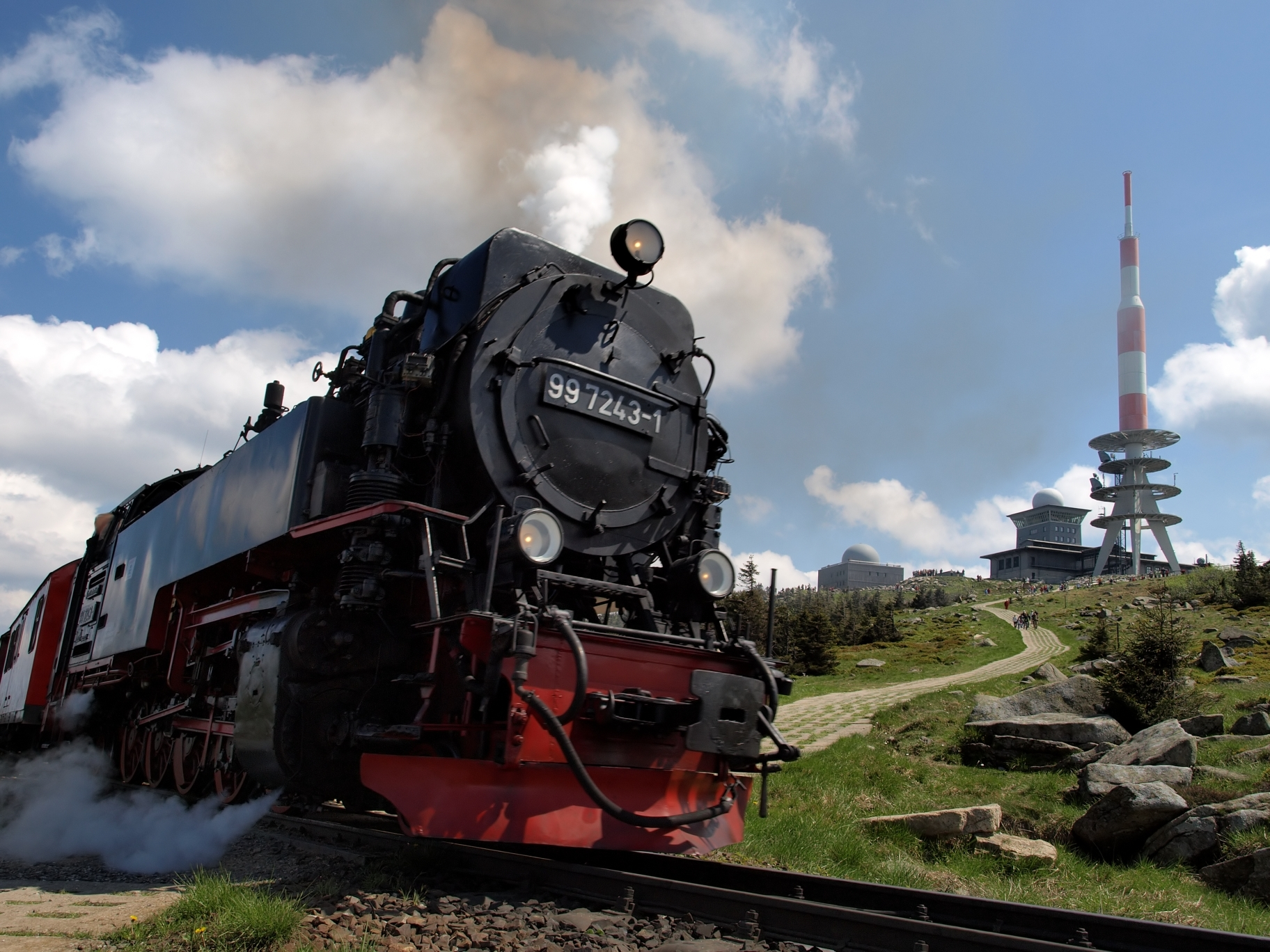
Locomotora a vapor 99 7243

El ferrocarril del Brocken deixa l'estació de Drei Annen Hohne (542 metres sobre el nivell del mar), com el ferrocarril del Harz en direcció sud-oest. Abans de sortir de l'estació creua la carretera de Schierke a Elend i s'introdueix al Parc Nacional del Harz. Continua cap a l'oest fins l'estació de Schierke (688 metres). La línia discorre a una certa distància per a la vall del riu Kalte Bode, que es troba al sud i molt per sota de la línia. A continuació a 971 m d'altura de la muntanya, apareix a l'esquerra el Wurmberg, i el tren creua el camí del Brocken per primera vegada.
Després d'un tancat revolt a l'esquerra abans del pont Eckerlock i altre al costat dret, la línia arriba a l'estació de Goetheweg (956 metres), que només s'utilitza com a dipòsit de locomotores. A contniuació la línia tira cap al Brocken, fent una espiral i mitja, durant la qual travessa de nou el camí del Brocken i, finalment acava després de 18,9 km a l'estació del Brocken a 1125 metres sobre el nivell del mar.

## Història

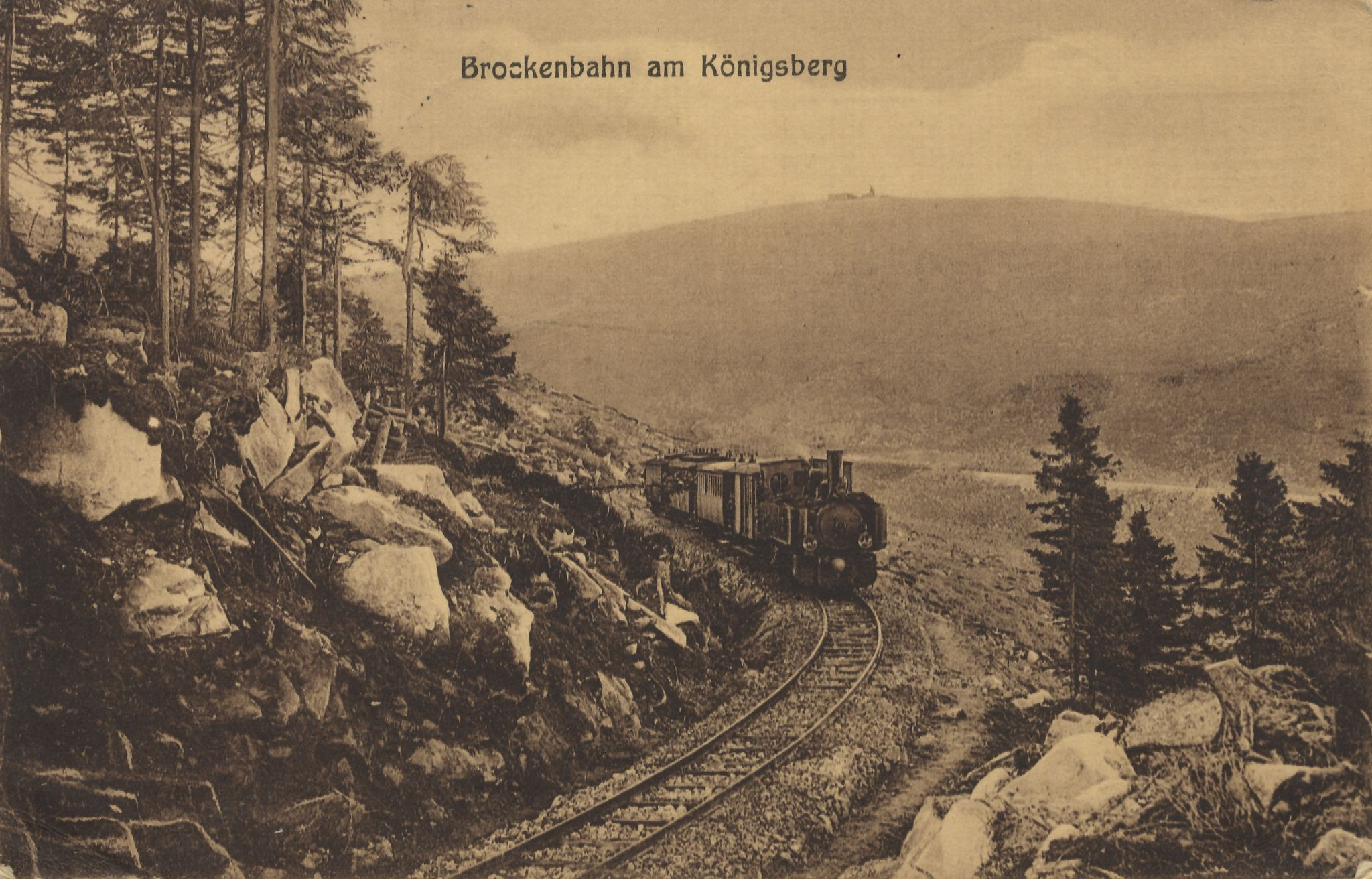
El ferrocarril del Brocken a Königsberg, als voltants de 1900

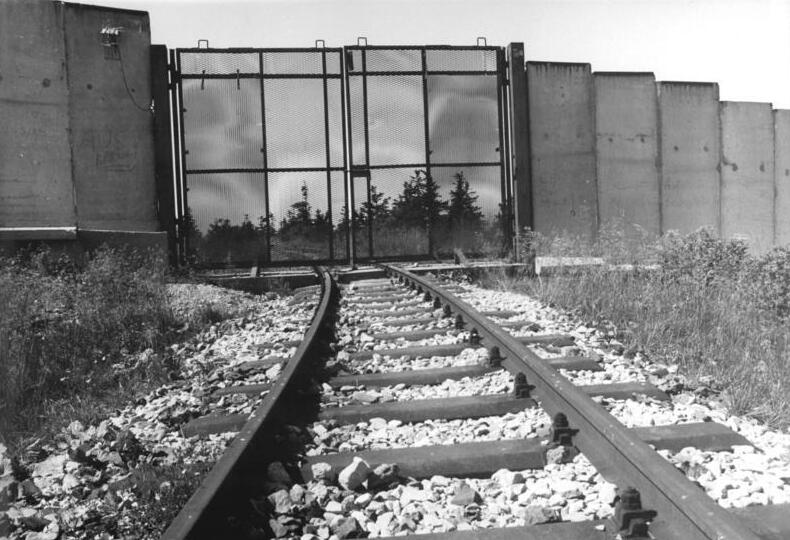
Tanca fronterera, setembre de 1990

Ja al 1869 va haver un disseny per a la construcción d'un ferrocarril fins al Brocken, però va ésser rebutjat. Una nova presentació al 1895 va tenir èxit, quan el 30 de maig de 1896 el príncep Otto de Stolberg-wernigerode havia assignat la terra requerida. La primera secció el Ferrocarril del Brocken, de drei Annen Hohne a Schierke es va obrir el 20 de juny de 1898 i es van iniciar poc després (4 d'octubre de 1898) els treballs de construcció de la secció restant fins al Brocken. Inicialment els serveis de transport cap al Brocken es feien entre el 30 d'abril i el 15 d'octubre. Durant l'hivern els trens només arribaven a Schierke. Al final de la II Guerra Mundial es produeix un dany significatiu a la via, principalment per bombes i granades, en el curs dels combats al Harz, que havia estat declarat una fortalesa. La secció del Brocken va a tornar a ésser operativa, per tant, a partir de 1949.
Fins al 5 d'agost de 1948 l'operador del ferrocarril del Brocken va ésser la Companyia de ferrocarril Nordhausen-Wernigerode (NWE), després va pertànyer a un consorci d'empreses públiques /VVB), part dels serveis de transport de Saxònia-Anhalt, i l'onze d'abril de 1949 de la Deutsche Reichsbahn de la República Democràtica Alemanya (RDA). Només després dels jocs olímpics d'hivern de Schierke al 1950 es van fer arribar els trens fins al cim del Brocken. Es va construir una estació de tren a Eckerloch per a aquests campionats, que va ésser tancada poc després de l'acabament dels jocs. Encara es pot veure fàcilment la ubicació dels antics apartadors de l'estació d'Eckerloch.
Els trens de mercaderies van continuar treballant a la línia del Brocken fins al 1987, encara que partir de la construcció del mur de Berlín el 13 d'agost de 1961, el Brocken i la seva estació havia estat part de la zona d'exclusió i, per tant, no podia accedir la gent. Fins a aquest moment, els trens transporten, carbó, petroli i materials de construcció fins a la muntanya per a les tropes de frontera de l'Alemanya de l'Est y els soldats de la Unió Soviètica que estaven allà estacionats.
Els serveis de passatger van continuant funcionant des de Drei Annen Hohne fins a Schierke; en general només dos parells de trens de passatgers estaven apuntats en els horaris diaris. Els diversos trens podrien ésser utilitzats d'una manera especial, ja que Schierke era part de la zona fronterera amb la República Federal d'Alemanya.
Després de la Reunificació alemanya es va posar en qüestió el funcionament de la línia del Brocken, però els esforços conjunts dels amics del ferrocarril i dels polítics sota el control general del llavors ministre d'estat d'Economia Horst Rehberger, va ajudar a donar al ferrocarril del Brocken una segona oportunitat. També van estar involucrades les Forces Armades alemanyes (Bundeswehr), ja que el tren del Brocken es necessitava per emportar-se les obsoletes instal·lacions militars que hi havia al cim de la muntanya. El 15 de setembre de 1991, després d'haver estat renovat, el ferrocarril del Brocken es va obrir de manera cerimoniosa al públic amb dos trens amb tracció a vapor. Els trens van estat traccionats per les locomotores núm.99 5903 (Mallet de la NWE, serie d'11 a 22, fabricada l'any 1897) i la locomotora 99 6001, un prototip desenvolupat l'any 1939 per la firma Krupp.
Des de la privatització de les línies de via estreta del Harz en 1993 el ferrocarril del Brocken està operat pel ferrocarril de via estreta del Harz (HSB).
Les locomotores de vapor del ferrocarril del Brocken s'han convertit en populars entre els mil·lers de turistes que hi pugen cada any, oferint un cómode accés al cim del Brocken.

## Operativa actual
Més de sis parelles de trens pugen diàriament al cim del Brocken durant l'hivern. D'ells, quatre amb inici i final a Wernigerode. Durant l'estiu el servei s'incrementa fins a once parells de trens diàriament. El tren més ràpid tarda uns 49 minuts en arribar al cim. El Ferrocarril del Brocken és l'únic servei regular que està exclusivament tractat per locomotores de vapor (els serveis especials poden ésser tractats amb ferrobusos i locomotores diesel de les classes V110 o HSB 199.8, aquesta última per treure la neu).

## Galeria

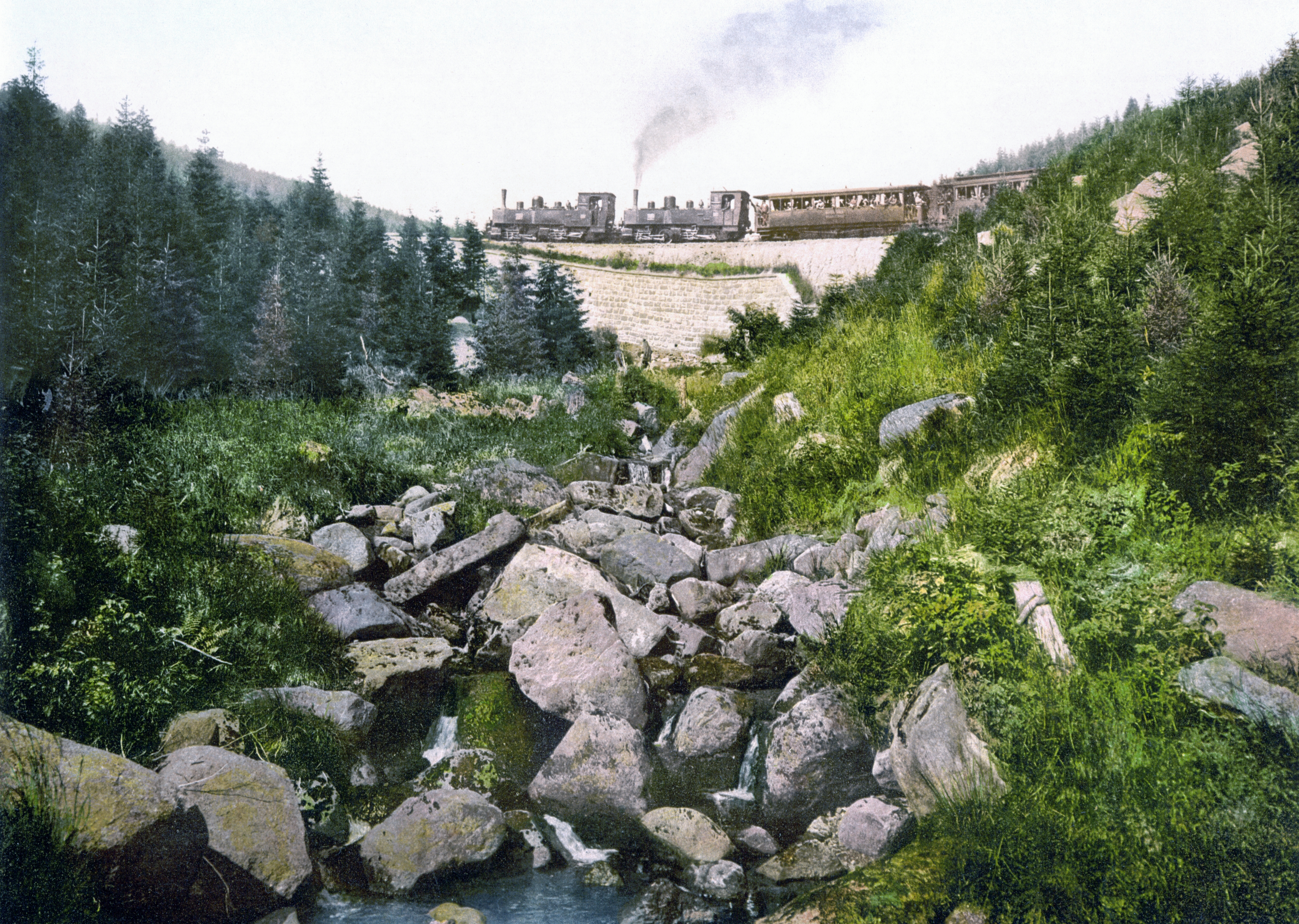
Ferrocarril del Brocken cap a 1900
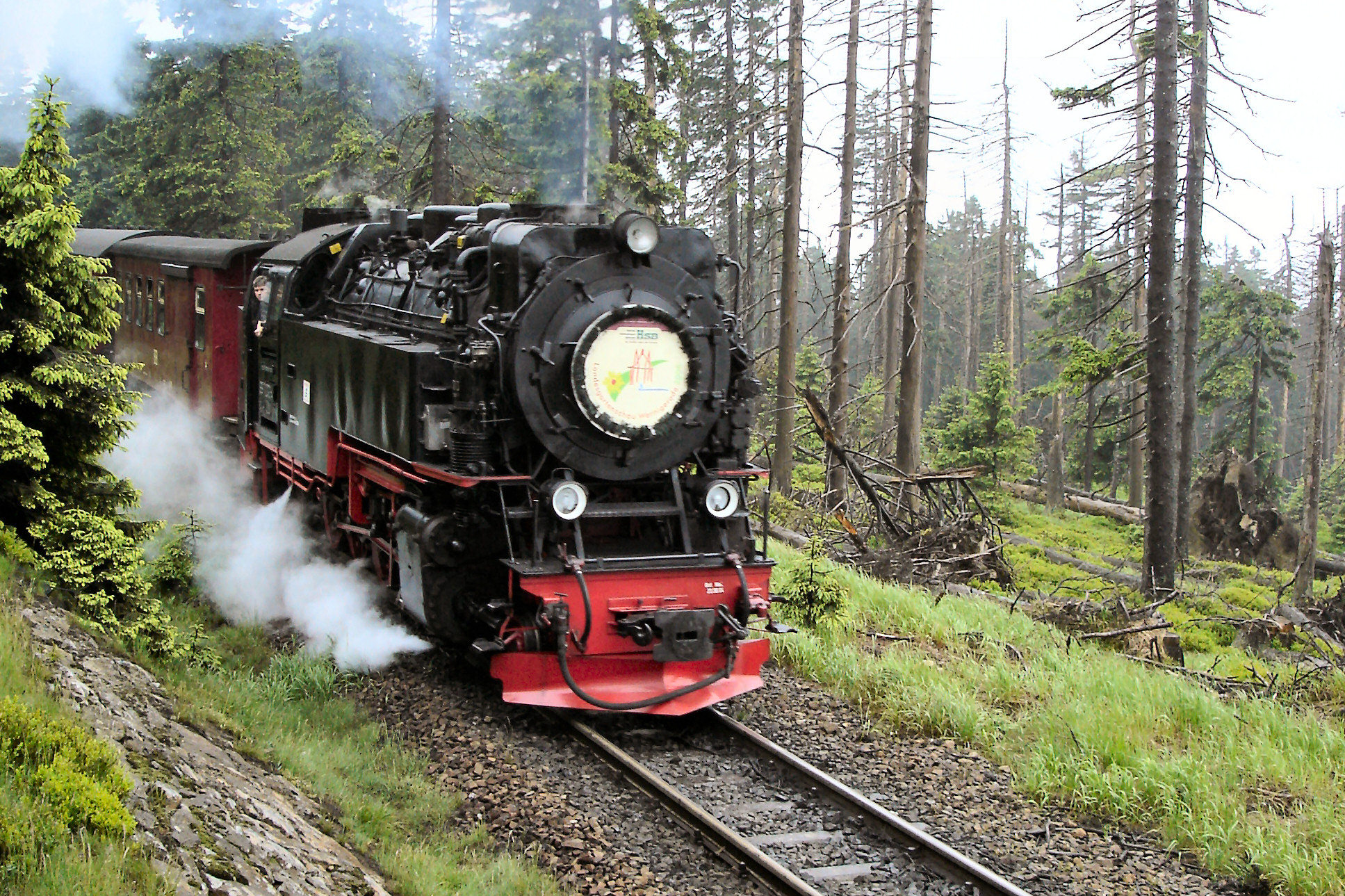
Camí cap al Brocken
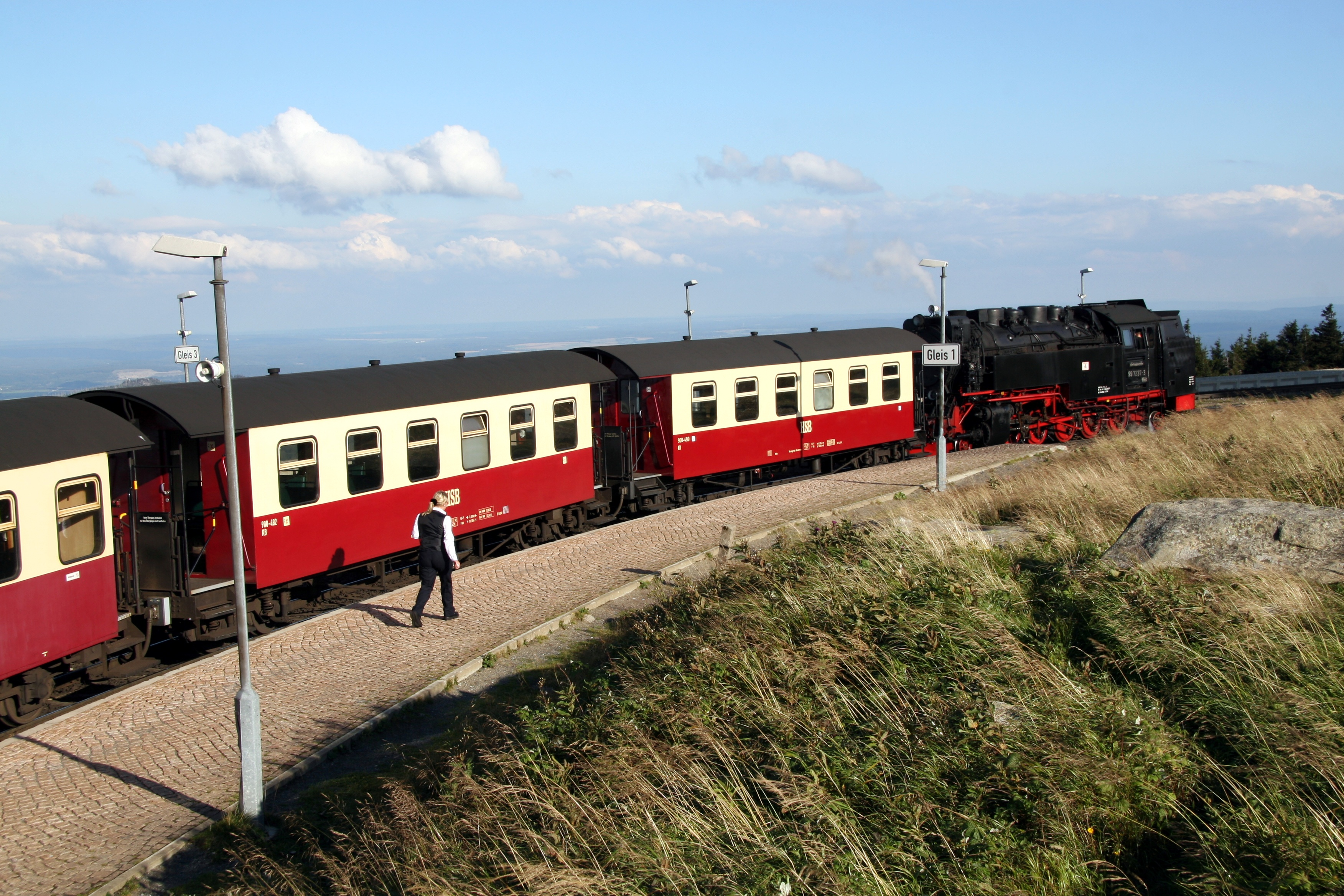
Tren de vapor a l'estació del Brocken
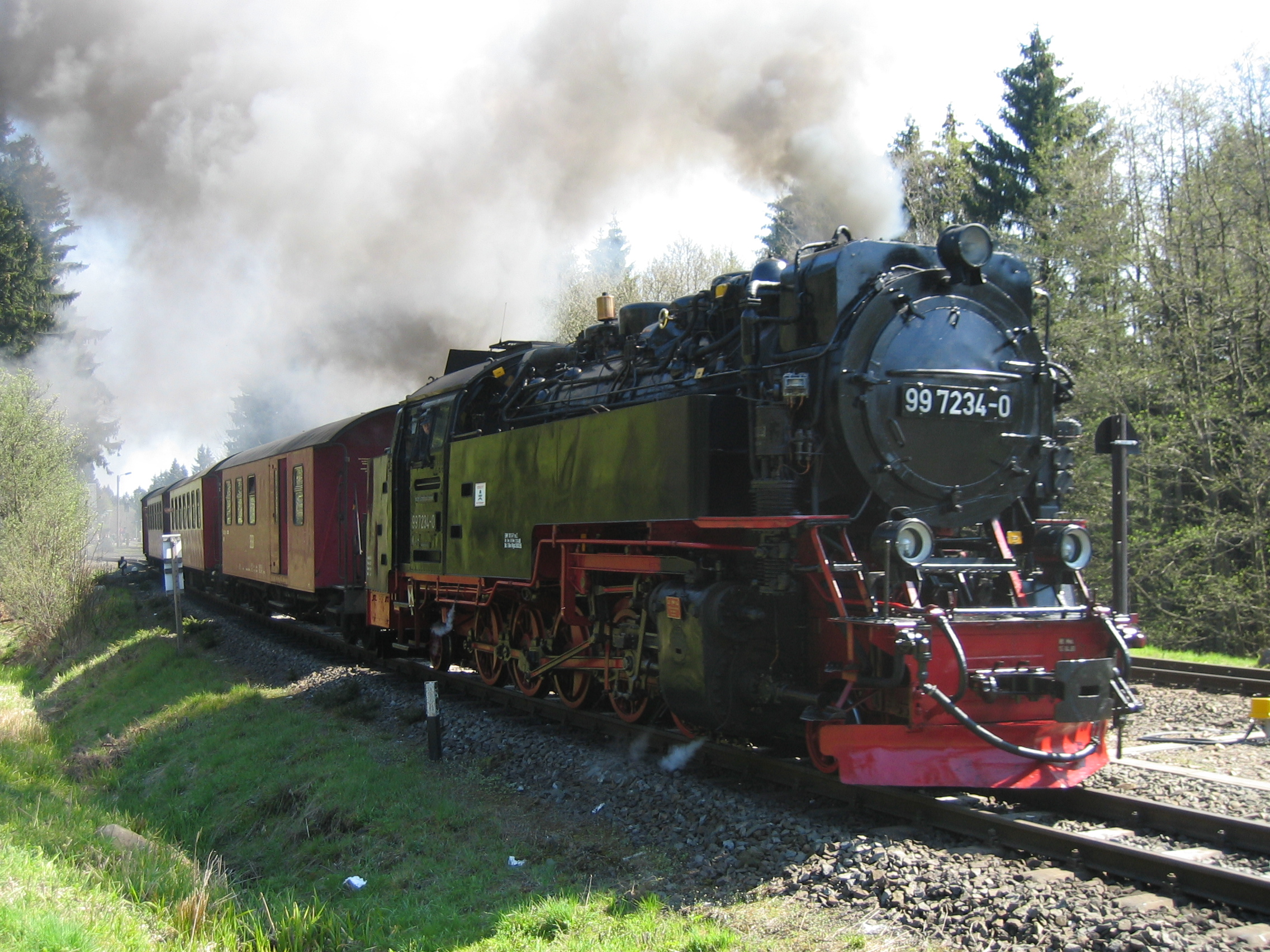
Tren del Brocken a Drei Annen Hohne
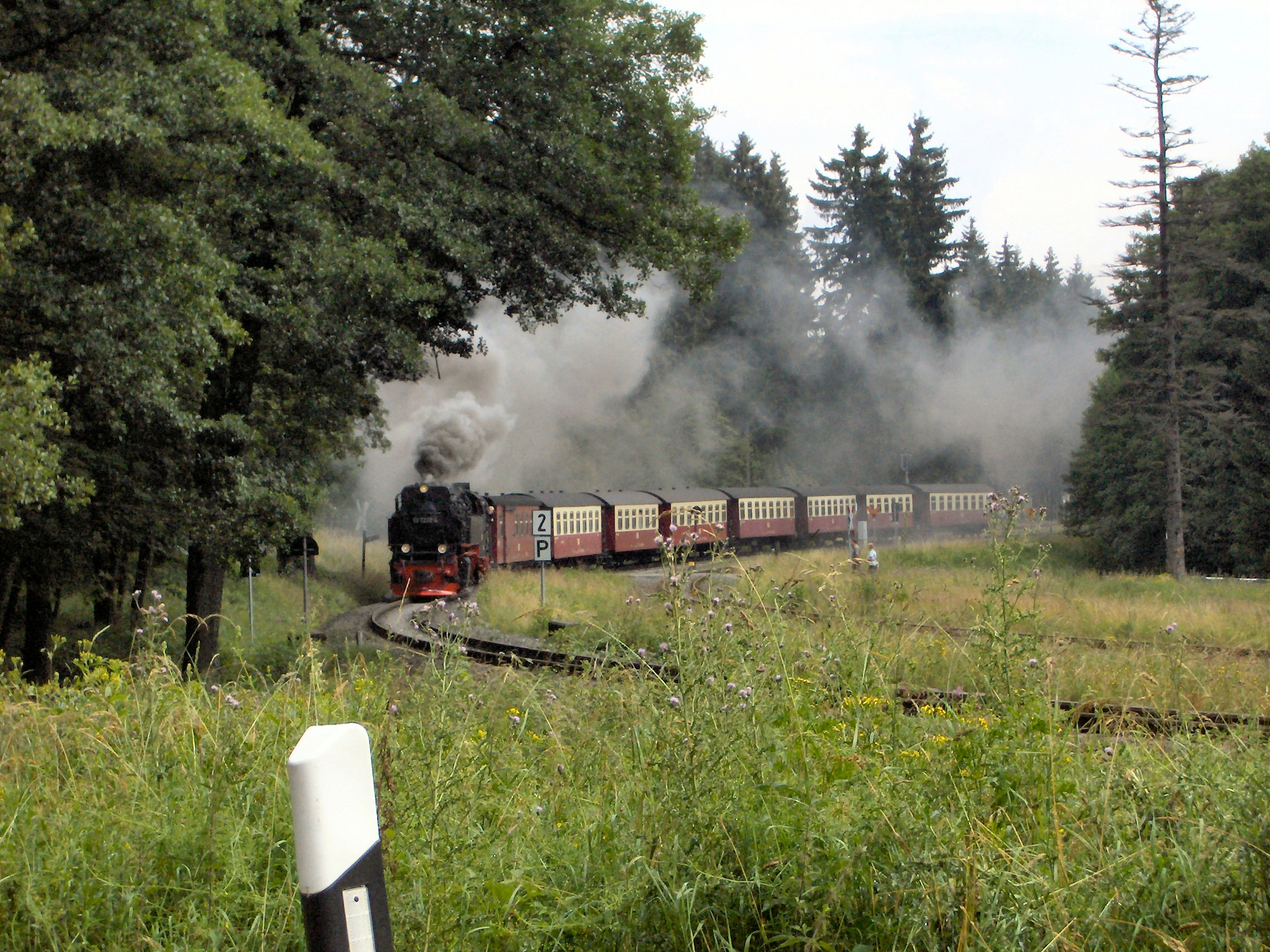
Tren del Brocken a Drei Annen Hohne
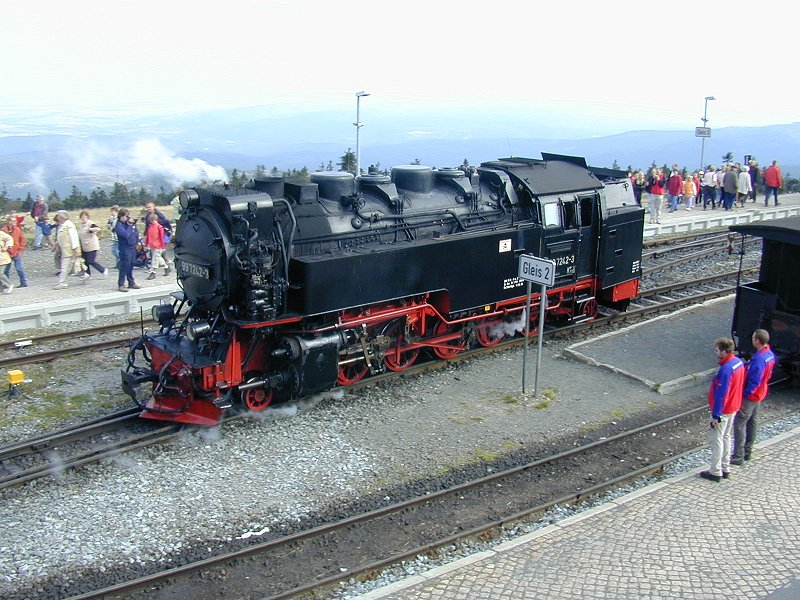
Locomotora a vapor de nova construcció a l'estació del Brocken
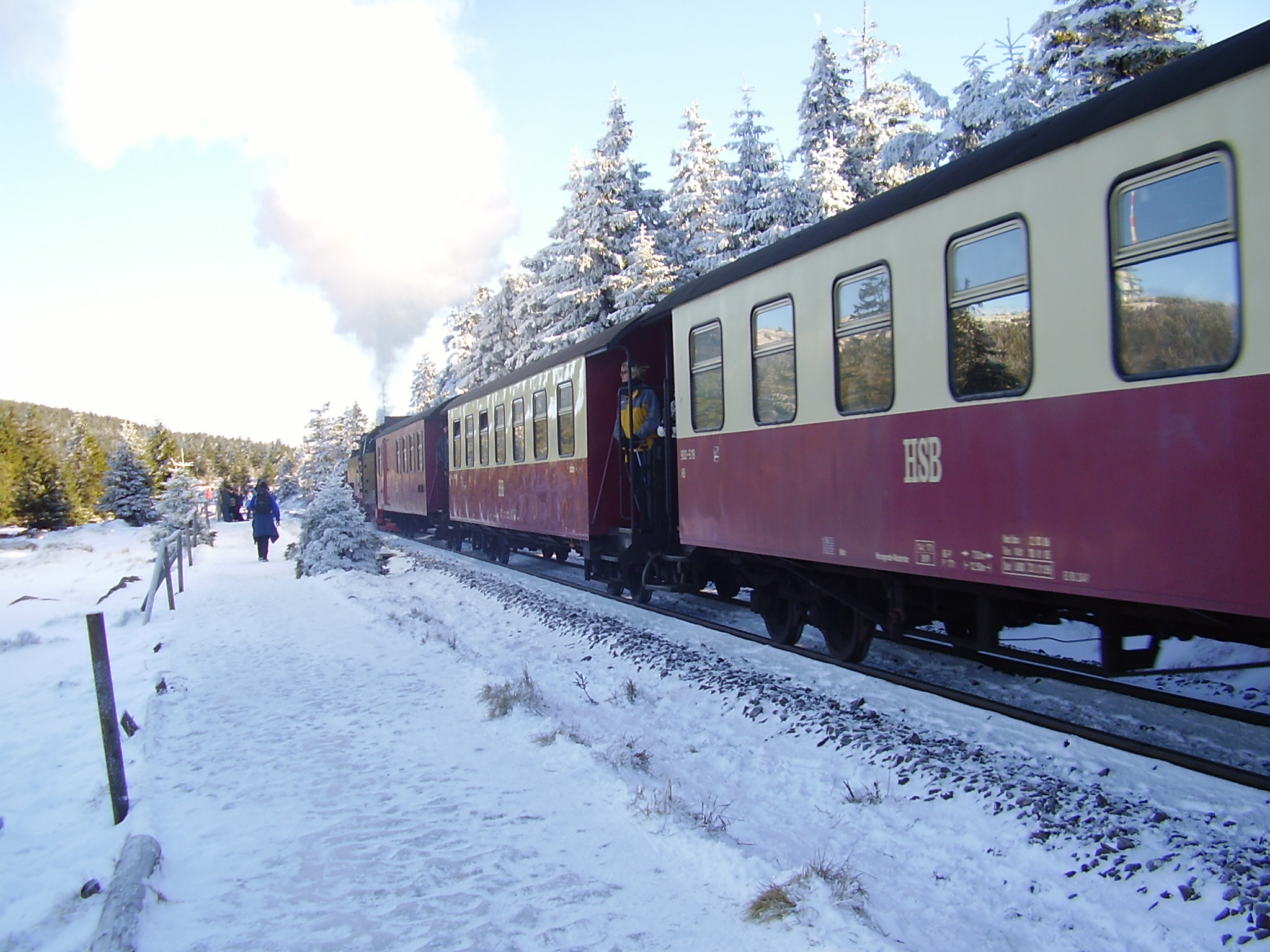
tren del Brocken arribant a l'estació Goetheweg
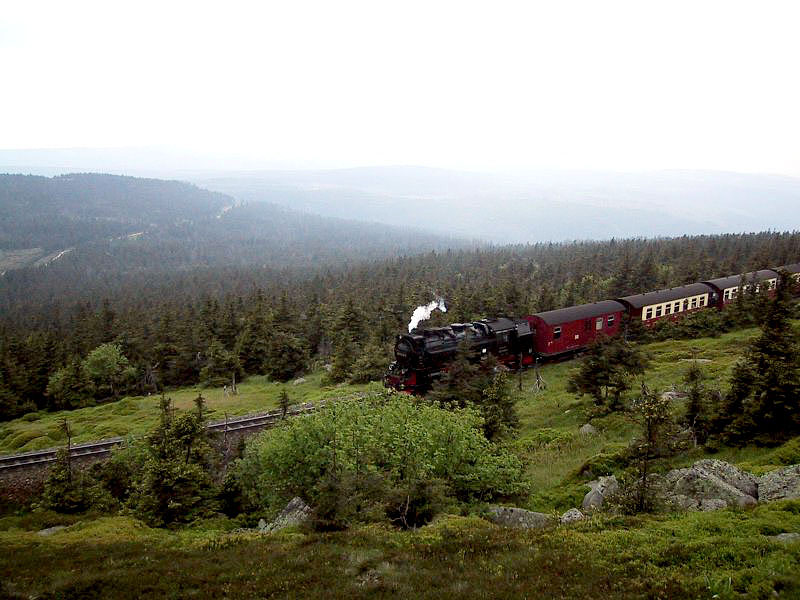
Tren del Bocken sota l'altiplà del Brocken
- Video